# Schronisko na Śnieżnicy

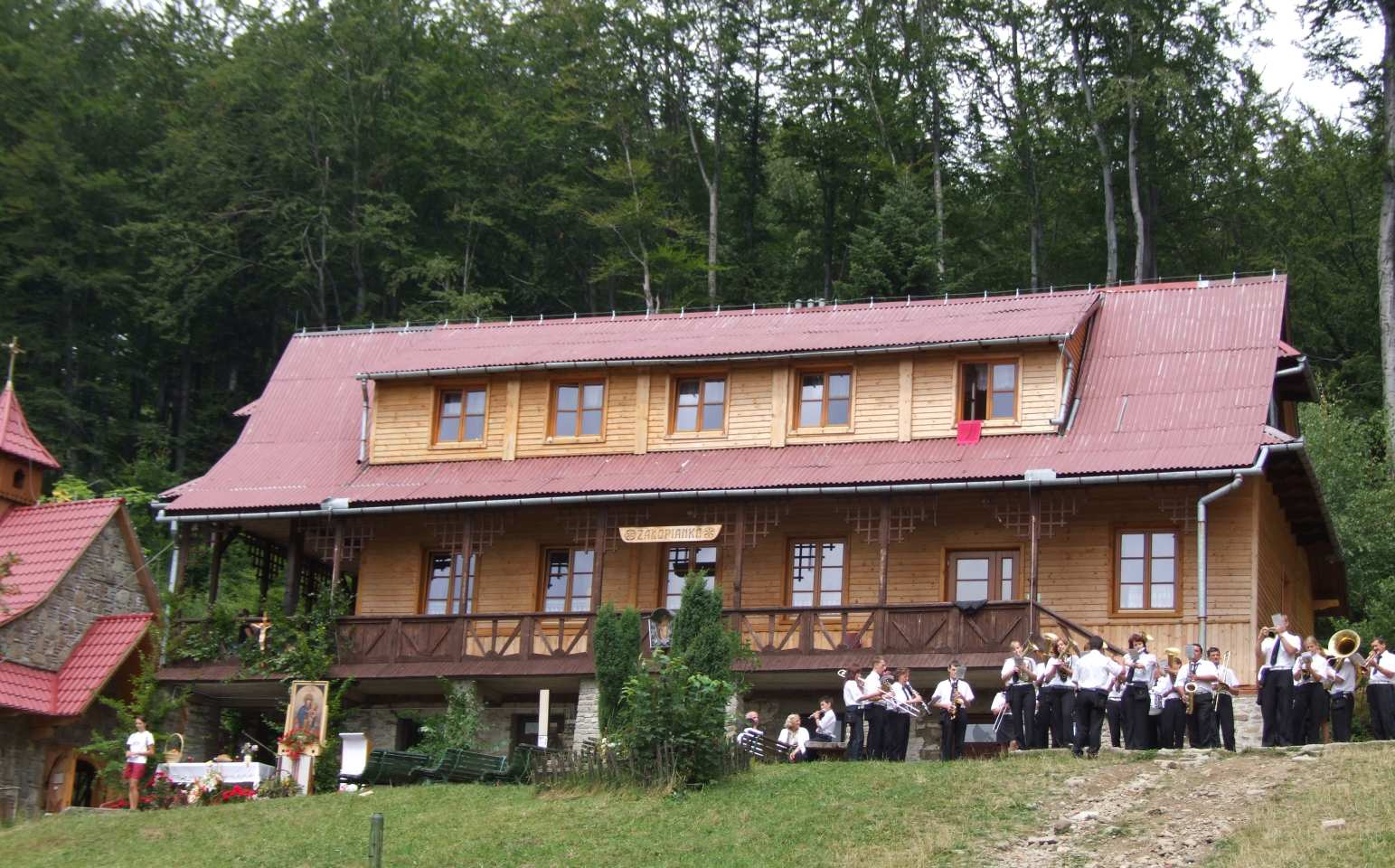
Schronisko

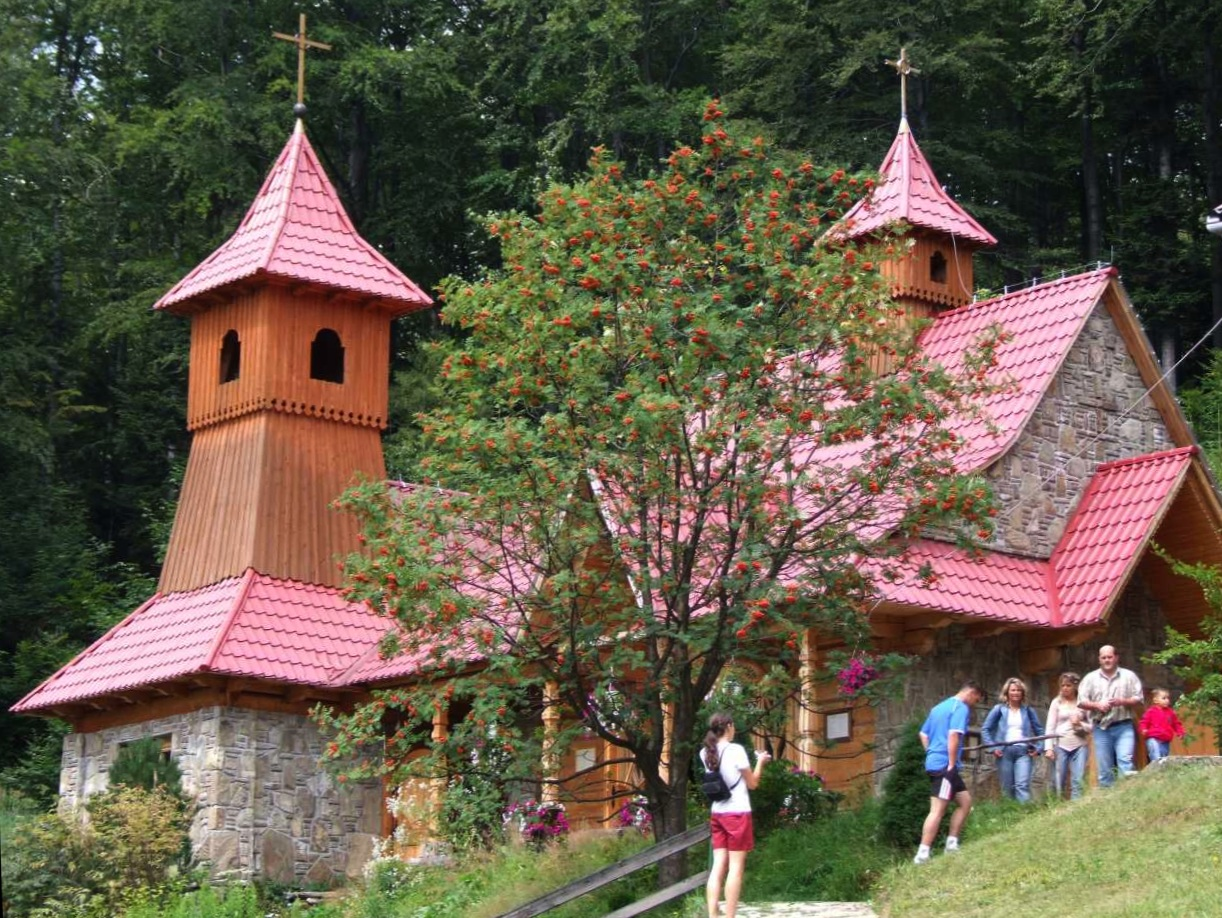
Kaplica Matki Boskiej Śnieżnej

Schronisko na Śnieżnicy, Młodzieżowy Ośrodek Rekolekcyjny – kompleks budynków na południowym stoku Śnieżnicy w Beskidzie Wyspowym, na wysokości ok. 840 m n.p.m. Należy do niego 5 domków mieszkalnych i kaplica. W pobliżu Stacja Narciarska „Śnieżnica”.

## Historia schroniska
Schronisko zostało założone przez ks. Józefa Winkowskiego, który zafascynowany był Beskidem Wyspowym. Tak pisał o polance na południowo-zachodnim stoku Śnieżnicy: „...Ta urocza, jak z rajskiego gdzieś świata. Oto miejsce wybrane i projektowane na kolonię. Młody bukowy las zieleni się po południowym stoku, a przetykają go poważne, głębokie w tonie świerki”. Dzięki swojej przedsiębiorczości doprowadził w 1936 budowę do końca. Wybudowano tutaj kolonię letnią dla dzieci należących do Sodalicji Mariańskiej. Oprócz kompleksu budynków do obiektu należało także 170 ha otaczających ją lasów. Działała do 1939 roku; po wojnie przejęta została przez państwo. Ośrodek zamieniono na schronisko górskie. Było ono intensywnie eksploatowane, ale bez przeprowadzania koniecznych remontów, co doprowadziło obiekt do znacznego zniszczenia. Istniejący obok ośrodka basen kąpielowy został całkowicie zaniedbany. Po 1989 roku obiekt został wykupiony przez duszpasterzy młodzieżowych, ale z lasów udało się odzyskać tylko 5,5 ha. Obecnie obiekt w całości należy do Katolickiego Stowarzyszenia Młodzieży, gdzie regularnie odbywają się rekolekcje, dni skupienia, obozy letnie i zimowe.

## Działalność
Obecnie służy za ośrodek rekolekcyjny, przyjmuje jednak również grupy zorganizowane i turystów indywidualnych. Organizowane są w nim „zielone szkoły”. W obiekcie jest 120 miejsc noclegowych o turystycznym standardzie, dwa boiska sportowe i dwie duże sale sportowe. Wydawane są całodzienne posiłki. Dzięki zainstalowaniu ogrzewania gazowego obiekt może być czynny cały rok. Ośrodek wydaje własny biuletyn informacyjny.

## Kaplica
Przy ośrodku istniała skromna kaplica, w roku 1999 zaczęto budowę nowej pod wezwaniem Matki Boskiej Śnieżnej, która jest patronka tego miejsca. Jest to obraz podarowany przez papieża Jana Pawła II, a będący kopią obrazu w bazylice Santa Maria Maggiore w Rzymie. Według legendy jednemu z rzymskich patrycjuszy ukazała się Matka Boska z poleceniem wybudowania kościoła w miejscu, w którym zobaczy śnieg. Uznano, że na Śnieżnicy będzie to również odpowiednie miejsce dla tego obrazu.

## Szlaki turystyczne
z przełęczy Gruszowiec
 ze Stacji Narciarskiej „Śnieżyca”.